# Сарка (приток Ащины)
Сарка — река в России, протекает по Подпорожскому и Лодейнопольскому районам Ленинградской области. Длина реки — 22 км, площадь водосборного бассейна — 82,8 км².
Исток реки — восточная оконечность находящегося на границе районов болота Пальболото. Через 2 км покидает территорию Подпорожского района и протекает далее по Лодейнопольскому. Течёт на запад, принимает левый приток из озера Большое Чарозеро. Ниже по течению на левом берегу находится деревня Вонозеро; ниже деревни Сарка протекает через озеро Вонозеро, после чего принимает правый приток из озера Масляного.
Впадает в Ащину с правого берега в 3 км от её устья, севернее деревни Красный Бор, юго-восточнее деревни Ефремково.

## Данные водного реестра
По данным государственного водного реестра России относится к Балтийскому бассейновому округу, водохозяйственный участок реки — Свирь, речной подбассейн реки — Свирь (включая реки бассейна Онежского озера). Относится к речному бассейну реки Нева (включая бассейны рек Онежского и Ладожского озера).
Код объекта в государственном водном реестре — 01040100812102000013161.